# Parapenaeus sextuberculatus
Parapenaeus sextuberculatus is een tienpotigensoort uit de familie van de Penaeidae. De wetenschappelijke naam van de soort is voor het eerst geldig gepubliceerd in 1949 door Kubo.